# Kuczkowo
Kuczkowo – wieś w Polsce, położona w województwie kujawsko-pomorskim, w powiecie aleksandrowskim, w gminie Zakrzewo.

## Podział administracyjny
W latach 1975–1998 miejscowość administracyjnie należała do województwa włocławskiego. Wieś sołecka – zobacz jednostki pomocnicze gminy Zakrzewo w BIP.

## Prehistoria
W miejscowości (przy okazji budowy gazociągu tranzytowego Jamał-Europa) odkryto neolityczne osady długich domów.

## Demografia
| 2009   | 2009    | 2009      | 2011   | 2011    | 2011      |
| ------ | ------- | --------- | ------ | ------- | --------- |
| ogółem | kobiety | mężczyźni | ogółem | kobiety | mężczyźni |
| 134    | 68      | 66        | 127    | 65      | 62        |